# Marcello Furriolo
Marcello Furriolo (Catanzaro, 26 maggio 1944) è un politico italiano.

## Biografia
Nato a Catanzaro nel 1944, ha conseguito la laurea in giurisprudenza e ha svolto la professione di dirigente presso il capoluogo calabrese, iscrivendosi solo in un secondo momento all'albo degli avvocati.
Esponente della Democrazia Cristiana, è stato a lungo consigliere comunale e per tre volte sindaco di Catanzaro: una prima volta dal 1982 al 1985, in sostituzione di Aldo Ferrara, e per due volte consecutive dall'ottobre 1987 al giugno 1992. Si è ritirato dalla politica attiva al termine della consiliatura nell'agosto 1993.